# کله شوره‌ای
کله شوره ای یا جعفرآباد روستایی در دهستان تفتان جنوبی بخش نوک آباد شهرستان تفتان استان سیستان و بلوچستان ایران است.

## جمعیت
بر پایه سرشماری عمومی نفوس و مسکن در سال ۱۳۹۵ جمعیت این مکان ۱۰۹ نفر (۲۹خانوار) بوده‌است.